# Pity Martínez
Gonzalo Nicolás Martínez, mais conhecido como Pity Martínez (Guaymallén, 13 de junho de 1993), é um futebolista argentino que atua como meia ou atacante. Atualmente joga no River Plate.

## Carreira

### Huracán
Martínez é cria do Huracán, um clube de pequeno na terra dos Hermanos. Estreou profissionalmente em 10 de setembro de 2011  contra o Almirante Brown pelo quinta rodada da Primera B Nacional, no que seria uma derrota em casa por 1 a 2.Em quatro épocas no Huracán até 2015 Martínez alavancou a equipe, sendo fundamental para o clube conseguir se promover para a Primeira Divisão e vencer a Copa da argentina de 2013-14.

### River Plate
Martínez ingressou no River Plate em janeiro de 2015, vindo do Huracán. Ele fez sua estréia no clube no dia 16 de fevereiro de 2015, contra o Sarmiento, em uma vitória de 4 a 1.
No dia 9 de dezembro de 2018, Martínez marcou o terceiro gol da sua equipe para selar uma vitória por 3 a 1 sobre o rival Boca Juniors na segundo jogo da final da Libertadores de 2018, realizada no Estádio Santiago Bernabéu, em Madrid.

### Atlanta United
Em 24 de janeiro de 2019, Pity foi anunciado pelo Atlanta United, time da MLS, depois do Mundial de Clubes de 2018, já que o clube americano cumpriu sua cláusula de rescisão de 17 milhões de dólares.Em 12 de maio de 2019, Martínez marcou seu primeiro gol pelo Atlanta United durante uma vitória por 1 a 0 contra o Orlando City.
Encerrou sua passagem pela América com 54 jogos, 11 gols e 16 assistências em todas as competições.

### Al-Nassr
Em 7 de setembro de 2020, Pity foi contratado pelos sauditas do Al-Nassr.
Em 4 de setembro de 2022, anunciou que estava com uma doença cardíaca e que sua inatividade se deveu à pericardite. Porém em outubro Pity Martínez voltou a treinar com o Al Nassr depois de superar um problema cardíaco que o manteve afastado dos relvados por quase dois meses. Ele voltou a treinar com seus companheiros de equipe e foi visto bem sorridente.

### Retorno ao River Plate
Em 25 de agosto de 2023, Pity Martínez voltou ao River Plate. O clube oficializou contratação junto ao Al-Nassr, da Arábia Saudita. Martínez assinou contrato até o fim de 2024.

## Seleção Argentina
No dia 8 de setembro de 2018, Martínez fez sua estreia na Seleção Argentina com uma vitória por 3 a 0 sobre a Guatemala, no Los Angeles Memorial Coliseum. Ele começou como titular, marcou de pênalti após uma falta cometida por Elías Vásquez e foi substituído por Franco Vázquez aos 11 minutos do segundo tempo.

## Estatísticas

### Clubes
- Actualizado até 27 de junho de 2022

| Huracán · Argentina | 2.ª                 | 2011-12             | 15  | 0  | 1  | 0  | 0  | 0  | -  | - | -  | 15  | 0  | 1  |
| Huracán · Argentina | 2.ª                 | 2012-13             | 28  | 0  | 5  | 2  | 0  | 1  | -  | - | -  | 30  | 0  | 6  |
| Huracán · Argentina | 2.ª                 | 2013-14             | 29  | 4  | 4  | 0  | 0  | 0  | -  | - | -  | 29  | 4  | 4  |
| Huracán · Argentina | 2.ª                 | 2014                | 21  | 4  | 3  | 5  | 2  | 1  | -  | - | -  | 26  | 6  | 4  |
| Huracán · Argentina | Total club          | Total club          | 93  | 8  | 13 | 7  | 2  | 2  | -  | - | -  | 100 | 10 | 15 |
| River Plate · Argentina | 1.ª                 | 2015                | 25  | 4  | 5  | 3  | 0  | 0  | 20 | 1 | 3  | 48  | 5  | 8  |
| River Plate · Argentina | 1.ª                 | 2016                | 14  | 3  | 1  | -  | -  | -  | 3  | 0 | 1  | 17  | 3  | 2  |
| River Plate · Argentina | 1.ª                 | 2016-17             | 28  | 7  | 6  | 7  | 1  | 4  | 7  | 0 | 1  | 42  | 8  | 11 |
| River Plate · Argentina | 1.ª                 | 2017-18             | 21  | 6  | 3  | 6  | 4  | 2  | 11 | 1 | 3  | 38  | 11 | 8  |
| River Plate · Argentina | 1.ª                 | 2018                | 7   | 2  | 0  | 3  | 2  | 2  | 8  | 4 | 3  | 18  | 8  | 5  |
| River Plate · Argentina | Total club          | Total club          | 95  | 22 | 15 | 19 | 7  | 8  | 49 | 6 | 11 | 163 | 35 | 34 |
| Atlanta United · Estados Unidos | 1.ª                 | 2019                | 34  | 5  | 11 | 5  | 2  | 0  | 5  | 0 | 0  | 44  | 7  | 11 |
| Atlanta United · Estados Unidos | 1.ª                 | 2020                | 7   | 3  | 1  | 0  | 0  | 0  | 3  | 2 | 2  | 10  | 5  | 3  |
| Atlanta United · Estados Unidos | Total club          | Total club          | 41  | 8  | 12 | 5  | 2  | 0  | 8  | 2 | 2  | 54  | 12 | 14 |
| Al-Nassr · Arábia Saudita | 1.ª                 | 2020-21             | 18  | 3  | 6  | 4  | 1  | 1  | 7  | 1 | 1  | 29  | 5  | 8  |
| Al-Nassr · Arábia Saudita | 1.ª                 | 2021-22             | 18  | 8  | 2  | 2  | 0  | 0  | -  | - | -  | 20  | 8  | 2  |
| Al-Nassr · Arábia Saudita | Total club          | Total club          | 36  | 11 | 8  | 6  | 1  | 1  | 7  | 1 | 1  | 49  | 13 | 10 |
| Total en su carrera | Total en su carrera | Total en su carrera | 265 | 49 | 48 | 37 | 12 | 11 | 64 | 9 | 14 | 366 | 70 | 73 |
| (1) A copa nacional se refere a Copa Argentina e Supercopa Argentina. (2) A copa nacional se refere a Copa Libertadores de América, Copa Sudamericana, Recopa Sulamericana, Copa Suruga Bank e Copa Mundial de Clubes FIFA. (3) No incluie datas de partidas amistosas em categorias de base. |                     |                     |     |    |    |    |    |    |    |   |    |     |    |    |

- Actualizado hasta el 22 de marzo de 2019.

## Títulos
Huracán
- Copa Argentina: 2013–14

River Plate
- Copa Libertadores: 2015 e 2018
- Copa Suruga Bank: 2015
- Recopa Sul-Americana: 2015 e 2016
- Copa Argentina: 2016 e 2017
- Supercopa Argentina: 2017
- Trofeo de Campeones: 2023

Atlanta United
- Us Open Cup Winner: 2018–19

Al-Nassr
- Supercopa da Arábia Saudita: 2020

### Prêmios individuais
- Melhor Jogador da América: 2018 [13]